# Budy (powiat moniecki)
Budy – wieś w Polsce położona w województwie podlaskim, w powiecie monieckim, w gminie Trzcianne.
| SIMC    | Nazwa  | Rodzaj    |
| ------- | ------ | --------- |
| 0408853 | Barwik | część wsi |

W latach 1975–1998 miejscowość należała administracyjnie do województwa łomżyńskiego.
Z Bud prowadzą szlaki turystyczne do największych naturalnych bagien w Europie.
W Budach znajduje się dom Krzysztofa Kawenczyńskiego, "Króla Biebrzy".